# Pontifex maximus
 Denne artikel bør gennemlæses af en person med fagkendskab for at sikre den faglige korrekthed.

Pontifex maximus ('den største pontifex') var en ypperstepræst for pontifikalkollegiet (Collegium Pontificum), som var et præstelkollegie i antikkens Rom. Det var den vigtigste position i den antikke romerske religion. Positionen kun kunne bessides af patriciere indtil 254 f.Kr, hvor en plebejer for første gang kom til at besidde positionen. Selvom pontifex maximus faktisk var det mest magtfulde embede i det romerske præstedømme, blev pontifex maximus officielt rangeret som femte på ranglisten over de højeste romerske præster (ordo sacerdotum), efter rex sacrorum og flamines maiores (Flamen Dialis, Flamen Martialis, Flamen Quirinalis).
Det hellige kollegium og embedet som pontifex maximus siges at være dannet af den anden konge af Rom, Numa Pompilius.
Det var et udpræget religiøst embede under den tidlige romerske republik, men det blev gradvist politiseret, indtil det – begyndende med Augustus (r. 27 f.Kr. – 14 e.Kr.) – blev indordnet i embedet som kejser i den romerske kejserperiode. Efterfølgende kejsere blev tildelt titlen som pontifex maximus langt ind i senantikken, herunder Gratian (r. 367–383), men under Gratians regeringstid blev titlen erstattet i kejserlig titulering med den latinske sætning: pontifex inclytus ("ærede pontifex"). Den titulering blev fulgt af Gratians yngre medkejser Theodosius den Store (r. 379–395), og blev også brugt af de efterfølgende kejsere, herunder Valentinian III (r. 425–455), Marcian (r. 450–457) og Anastasios I (r. 491–518) .
Pontifex maximus var ikke bare en præst og en religiøs myndighed, men også en politisk.
Pontifex Maximus var den øverste af de seks ypperstepræster, pontifikalerne i Collegium Pontificum. Andre medlemmer var Rex Sacrorum, "kongen" af de hellige ceremonier, flaminierne og vestalerne valgt af cooptatio. Antallet af ypperstepræster steg til 15 i det 1. århundrede f.Kr. De sad på livstid.
Ypperstpræsterne førte de "offentlige dagbøger", Annales maximi, der beskrev Roms religiøse traditioner, dogmer og andre forhold som senere lovne i Jurisprudence.
Ypperstepræster var før år 300 f.Kr. valgt blandt adelige, men ved lex Ogulnia kunne også plebejere vælges til embedet.
Efter lex Domitia i år 104 f.Kr. blev ypperstepræsterne valgt af comitia tributa; kun 17 af 35 Roms kvarterer (stammer) kunne stemme. Sulla afskaffede loven, men Julius Cæsar genindførte den som Pontifex Maximus. Senere blev kejseren automatisk Pontifex Maximus og valgte ypperstepræsterne. Kejseren blev endda guddommelig og fik instrumentum regni, håndhævet magt.

## Etymologi
Etymologien af "pontifex" er usikker, men ordet har været brugt siden romertiden. Ordet ser ud til at bestå af det latinske ord for "bro" og suffikset for "mager". Der er dog en mulighed for, at denne definition er en folkeetymologi for et etruskisk udtryk, da romersk religion var stærkt påvirket af etruskisk religion, og man ved lidt om det etruskiske sprog, som ikke er indoeuropæisk og derfor har forskellige stammer fra latin.
I henhold til den gængse fortolkning betyder udtrykket pontifex "brobygger" (bro + fabrikat), mens maximus betyder "størst". Dette var måske oprindeligt ment i bogstavelig forstand: stillingen som brobygger var virkelig vigtig i Rom, hvor de store broer lå over Tiberen, som var den hellige flod (og en guddom): kun prestigefyldte autoriteter med sakrale funktioner kunne få lov til at "forstyrre" den med mekaniske tilføjelser. Det er dog også altid blevet forstået i symbolsk betydning: pontifices var dem, der glattede "broen" mellem guder og mennesker.

## Paven som Pontifex Maximus
Tertullian gav som den første titlen til Pave Callistus 1., og Pave Gregor 1. var den første, der blev indsat formelt. En pontifex var længe en biskop i den tidlige kristendom, og titlen blev i 382 af kejser Gratianus brugt om de kristne biskopper af Rom. Titlen er en af de mange paven fører som den Romersk Katolske Kirkes overhoved og vist den eneste, der går tilbage til hedenskaben.

## Ukomplet liste over Pontifices maximi.
Embedet var under Kongerne af Rom fra 753 f.Kr. til 712 f.Kr.
- 712 f.Kr. – Numa Marcius

...
- 509 f.Kr. – Papirius

...
- 449 f.Kr. – Furius
- 431 f.Kr. – Cornelius Cossus
- 420 f.Kr. – Minucius
- 390 f.Kr. – Follius Flaccinator

...
- 332 f.Kr. – Cornelius Callissa
- 304 f.Kr. – Cornelius Scipio Barbatus

...
- 254 f.Kr. – Tiberius Coruncanius
- 243 f.Kr. – Lucius Caecilius Metellus
- 237 f.Kr. – Lucius Cornelius Lentulus Caudinus
- 212 f.Kr. – Publius Licinius Crassus Dives
- 183 f.Kr. – Gaius Servilius Geminus
- 180 f.Kr. – Marcus Aemilius Lepidus
- 152 f.Kr. – Vacant
- 150 f.Kr. – Publius Cornelius Scipio Nasica
- 141 f.Kr. – Publius Cornelius Scipio Nasica Serapio
- 132 f.Kr. – Publius Licinius Crassus Mucianus
- 130 f.Kr. – Publius Mucius Scaevola
- 115 f.Kr. – Lucius Caecilius Metellus Dalmaticus
- 103 f.Kr. – Gnaeus Domitius Ahenobarbus
- 89 f.Kr. – Quintus Mucius Scaevola
- 81 f.Kr. – Caecilius Metellus Pius
- 63 f.Kr. – Gaius Julius Cæsar
- 44 f.Kr. – Marcus Aemilius Lepidus
- 12 f.Kr. – Augustus Cæsar

Med kejser Augustus overgik blev embedet til kejserne fra 12 f.Kr. til 382 e.Kr.
Fra 382 e.Kr. har Paverne af Rom besiddet embedet.